# Спарта Тауншип (Нью-Джерсі)
Спарта Тауншип (англ. Sparta Township) — селище (англ. township) в США, в окрузі Сассекс штату Нью-Джерсі. Населення — 19 600 осіб (2020).

## Демографія
Згідно з переписом 2010 року, у селищі мешкали 19 722 особи в 6868 домогосподарствах у складі 5453 родин. Було 7423 помешкання
Расовий склад населення:
| - 94,2 % — білих - 2,5 % — азіатів - 1,0 % — чорних або афроамериканців - 0,1 % — корінних американців |

До двох чи більше рас належало 1,5 %. Частка іспаномовних становила 5,3 % від усіх жителів.
За віковим діапазоном населення розподілялося таким чином: 28,9 % — особи молодші 18 років, 60,0 % — особи у віці 18—64 років, 11,1 % — особи у віці 65 років та старші. Медіана віку мешканця становила 41,5 року. На 100 осіб жіночої статі у селищі припадало 96,6 чоловіків;  на 100 жінок у віці від 18 років та старших — 95,1 чоловіків також старших 18 років.
Середній дохід на одне домашнє господарство  становив 163 683 долари США (медіана — 131 182), а середній дохід на одну сім'ю — 179 766 доларів (медіана — 142 727). Медіана доходів становила 107 419 доларів для чоловіків та 61 849 доларів для жінок. За межею бідності перебувало 2,8 % осіб, у тому числі 2,3 % дітей у віці до 18 років та 3,6 % осіб у віці 65 років та старших.
Цивільне працевлаштоване населення становило 9709 осіб. Основні галузі зайнятості: освіта, охорона здоров'я та соціальна допомога — 23,1 %, науковці, спеціалісти, менеджери — 14,7 %, виробництво — 11,1 %, фінанси, страхування та нерухомість — 9,2 %.